# غنايي (دجغان)
غنایي (بالفارسية: گنایی) هي قرية تقع في إيران في قسم دجغان الريفي. يقدر عدد سكانها بـ 554 نسمة .